# Scinax nebulosus
Scinax nebulosus là một loài ếch trong họ Nhái bén.
Loài này có ở Bolivia, Brasil, Guyane thuộc Pháp, Guyana, Suriname, và Venezuela.
Các môi trường sống tự nhiên của chúng là các khu rừng ẩm ướt đất thấp nhiệt đới hoặc cận nhiệt đới, xavan ẩm, đầm nước ngọt có nước theo mùa, vùng đồng cỏ, vườn nông thôn, và các khu rừng trước đây bị suy thoái nặng nề. Loài này đang bị đe dọa do mất môi trường sống.